# Jan Sneum
Jan Sneum (født 17. december 1945, død 24. september 2020) var en dansk lærer, seminarielærer, fotograf, musikjournalist, leksikonredaktør og mangeårig leder af P3 Live. Sneum var uddannet lærer fra statsseminariet på Emdrupborg i København og underviste senere i billedmedier og fotografi på Danmarks Lærerhøjskole. Efterfølgende arbejdede han som musikfotograf og skrev til tidsskrifter som Wheel, Superlove, Rok og MM.
Han havde siden 1960'erne været stærk interesseret i jazz- og rockmusik, og var i november 2013 vært på DR P6 Beat.
Han arbejdede fra 1980 hos DR som programmedarbejder, og siden hen som leder af P3 Live-redaktionen samt som producer på DR-Rytmisk.
Yderligere var han redaktør på diverse opslagsværker om rockmusik, som f.eks. Politikens Store Rockleksikon og Dansk Rock - fra pigtråd til punk, ligesom han medvirker i filmen De skrigende halse fra 1992.
Fra 2015 var Sneum tilknyttet radiostationen The Lake med programmet "Sneums Palads".